# Marosporida
A Marosporida az Alveolata Apicomplexa törzsének parazita kládja. 2021-ben írták le Mathur et al., de e kládot már 2018-ban jelentősen alátámasztotta Kristmundsson és Freeman filogenetikája.

## Történet

### Előtörténet
Elsőként leírt nemzetségei az Aggregata Frenzel 1885, a Merocystis Dakin 1911 és a Pseudoklossia Léger et Duboscq 1915. Eleinte kládjait nem tekintették rokonoknak.
A kládot már 2018-ban jelentősen alátámasztotta Kristmundsson és Freeman filogenetikai tanulmánya, de ekkor még nem kapott végleges nevet, egyszerűen „tengerigerinctelen-kládként” hivatkoztak rá. Tagjait eredetileg a Coccidia vagy az Eucoccidiorida közé sorolták. 5 nemzetség – Margolisiella, Pseudoklossia, Rhytidocystis, Merocystis, Aggregata – szerepelt e bazális kládban, továbbá egy Filipodium-faj – a Filipodium phascolosomae – is a klád tagjának bizonyult. Korábban tagjait egymástól függetlennek tekintették: például az Aggregatát, a Margolisiellát és a Merocystist a Coccidia Eimeriorina alrendjébe, a Rhytidocystist az Agamococcidiorida Rhytidocystidae családjába sorolták.
2019-ben Mathur  et al. megerősítették, hogy a Kristmundsson és Freeman által besorolt nemzetségek valóban ide tartoznak

### Eococcidia
Miroliubova  et al. 2020-s tanulmányában létrehozták a „korai Coccidia-szerű fajoknak” az Eococcidia főrendet, ezt a Hematozoa és a Coccidia kládjának testvércsoportjaként írták le, és a Rhytidocystis, Pseudoklossia, Margolisiella nemzetségeket sorolták ide, és lehetséges további nemzetségekként írták le a Merocystist és az Aggregatát velük való közeli rokonságuk miatt.

### A klád leírása után
2021-ben írták le Mathur  et al. osztályként, miután megerősítették Kristmundsson és Freeman eredményét, majd 2021-ben osztályként sorolták be 4 nemzetséggel.
2023-ban van Steenkiste  et al. leírták 18S rRNS-alapú filogenetikáját.

## Genetika
Apikoplasztisz-genomja jelentősen redukált. Genomja részleges ismertsége miatt nem ismert, hogy vannak-e LAP fehérjéi, azonban lehetséges LAP1-, LAP2/4- és LAP3-kódoló RNS-ek ismertek a Rhytidocystis spp. esetén.

## Filogenetika
Kristmundsson és Freeman 2018-as tanulmányában a tengerikagyló-fertőző csoport parafiletikus: a BOU83331 azonosítójú csoport a soksertéjűeket fertőző Rhytidocystis testvércsoportja, a Margolisiella és a Pseudoklossia által alkotott klád azonban e kládnak testvére. A Filipodium phascolosomae a Filipodiumtól távol, e kládban található, testvércsoportja a Platyproteum vivax. Az Aggregatidae kládba 2 nemzetséget helyeztek, a Merocystist és az Aggregatát. Így a F. phascolosomae nem a Dinozoa tagjának bizonyult.
Pales Espinosa  et al. apikoplasztiszgéneken alapuló 2023-as filogenetikai elemzése szerint a Hematozoa testvércsoportja, mellyel együtt az Adeleorina testvércsoportját alkotja, míg Na  et al. 2024-es elemzése szerint a Coccidia, Protococcidia, Hematozoa, Nephromycida és Adeleorina közös kládjának testvércsoportja, és a sejten kívüli fertőzési módról sejten belülire való átmenet elején alakult ki.

## Életciklus
Monoxén és heteroxén fajokat egyaránt tartalmaz.

## Jelentőség
Az Argopecten irradians biomasszáját 2019-től 2023-ig 90–99%-ig csökkentette New Yorkban. Az Apicomplexa 3 ismert Pectinidae-fertőző faja ide tartozik.